# Lighedstegn
Lighedstegn ( = ) er et centralt tegn inden for især matematik og mere sjældent i sprogbrug, som angiver at de to udtryk på hver side af tegnet har samme værdi eller betydning.